# تپه بکرآباد
تپه بکرآباد مربوط به دوره ساسانیان - دوره صفوی است و در شهرستان اسفراین، بخش بام و صفی آباد، دهستان بام، ۱۰۰ متری شمال روستای بکر آباد واقع شده و این اثر در تاریخ ۳۰ بهمن ۱۳۸۶ با شمارهٔ ثبت ۲۱۱۰۵ به‌عنوان یکی از آثار ملی ایران به ثبت رسیده است.